# Rudolf Kittel
Rudolf Kittel (Eningen, Württemberg, 28 de marzo de 1853-Leipzig, 20 de octubre de 1929) fue un erudito alemán especializado en el Antiguo Testamento.

## Biografía
Kittel estudió en la Universidad de Tubinga. Llegó a ser profesor especialista en el Antiguo Testamento en Breslavia y Leipzig. Realizó comentarios e historias sobre los israelitas y la vida en el antiguo Oriente Medio, aunque su magnum opus fueron sus traducciones y adaptaciones del Tanaj (o, en su versión cristiana, el Nuevo Testamento) mediante un texto crítico, que recibieron el nombre de la Biblia Hebraica (en tres versiones), en el que se basan muchas versiones de la Biblia.
El hijo de Kittel fue el teólogo y apologista nazi, el predicador protestante Gerhard Kittel, quien tomó de su padre la faceta menos erudita y más crítica de las escrituras hebreas, para integrarlas en la ideología nazi.

## Trabajo literario
- Biblia Hebraica (BHK), 1909. (Biblia Hebrea)
- Die Alttestamentliche Wissenschaft in ihren wichtigsten Ergebnissen mit Berücksichtigung des Religionsunterrichts, 1910.
- Die Alttestamentliche Wissenschaft in ihren wichtigsten Ergebnissen dargestellt, 1917.
- Die Religion des Volkes Israel, 1921.
- Geschichte des Volkes Israel, 1923.
- Gestalten und Gedanken in Israel, 1925.

- Datos: Q65365
- Multimedia: Rudolf Kittel / Q65365